# عرام (عمران)
عرام هي إحدى قرى الجمهورية اليمنية. تتبع جغرافيا لمحافظة عمران وإداريًا لمديرية ذيبين. يبلغ تعداد سكانها 3194 نسمة حسب الإحصاء الذي أجري عام 2004.